# VinFast VF Wild
VinFast VF Wild là mẫu mô hình (concept) xe hơi được VinFast giới thiệu lần đầu tiên tại Hội chợ Điện tử Tiêu dùng – CES 2024 diễn ra tại Las Vegas, Hoa Kỳ. Đây là mô hình về mẫu xe bán tải điện đầu tiên của hãng.

## Cấu hình
- Kích thước (Dài x Rộng X Cao - mm): 5324 x 1997 x
- Chiều dài cơ sở (mm):
- Chiều dài khoang chứa hàng: 1.524 đến 2.438 mm
- Khoảng sáng gầm xe không tải:
- Loại động cơ:
- Công suất tối đa (kW):
- Mô men xoắn tối đa (Nm):
- Hệ dẫn động:
- Tốc độ tối đa duy trì 1 phút (km/h):
- Thời gian tăng tốc từ 0–100 km (giây):
- Số chỗ ngồi: